# Brandon Rojas
Brandon Alejandro Rojas Vega (Bogotá, Colombia, 2 de julio de 2002) es un ciclista profesional colombiano. Desde 2024 corre para el equipo profesional colombiano GW Erco Shimano de categoría Continental.

## Palmarés
2021
- 1 etapa de la Vuelta de la Juventud de Colombia

2024
- 3.º en el Campeonato de Colombia Contrarreloj sub-23

2025
- 1 etapa de la Vuelta al Táchira

## Equipos
- Colombia Tierra de Atletas-GW Bicicletas (sub-23) (2021)
- Androni Giocattoli/GW Shimano (2022-2023)
  - Drone Hopper-Androni Giocattoli (2022)
  - GW Shimano-Sidermec (2023)
- GW Erco Shimano (2024-)